# Upplands runinskrifter Fv1979;245
Upplands runinskrifter Fv1979;245 är flera vikingatida fragment av en runsten i granit i Skånela kyrka, Skånela socken och Sigtuna kommun. Ett fragment påträffades i kyrkans norra tornmur 1953. Ytterligare två fragment av stenen hittades i bogårdsmuren 1978. Två till delar av stenen, en 2003 och ytterligare en 2011, har sedan påträffats. U Fv1979;245 är en parsten till U 297 och de båda ristningarna är också utförda av samma ristare.
Stenen har tidigare haft signumet U Fv1996;215.

## Inskriften
Translitterering av runraden:
...u(b)... ...t × raisa × s... ...ti(ʀ) × s-...ar- ... ...-(n) · -... ...(t)i
Normalisering till runsvenska:
[I]ob[iorn le]t ræisa s[tæina] [æf]tiʀ S[igbi]ar[n]/S[øybi]ar[n, faður si]nn. ... [ris]ti(?).
Översättning till nusvenska:
Jobjörn lät resa stenarna efter Sigbjörn/Sjöbjörn, sin fader. … ristade(?)